# Mount Brewster (Nový Zéland)
Mount Brewster je poměrně jednoduše dostupný ledovcový vrchol novozélandských Jižních Alp. Na výstup je třeba horolezecká technika. Ční do nadmořské výšky 2516 m.

## Prvovýstup
Na vrchol poprvé vystoupili v lednu 1929 C. Bentham, Cyril Turner a Samuel Turner.

## Cesty výstupů
Na vrchol Mount Brewster je možné vystoupit šesti hlavními horolezeckými cestami. Nejoblíbenější je jihovýchodní hřeben, který přibližně sleduje trasu prvovýstupců. Ti vystoupali podél řeky Makarora až na ledovec Brewster a po něm lezli přímo na vrchol. Dnes se obvykle jde bočním údolím k neobhospodařovaně turistické chatě Brewster hut na úpatí hory Mount Armstrong a nad ní se stoupá po sněhovém hřebeni mezi dvěma ledovci.